# Andrij Jaroslavovyč Melnyk
Andrij Jaroslavovyč Melnyk  (ukrajinsky: Андрій Ярославович Мельник, německy: Andrij Jaroslawowytsch Melnyk, * 7. září 1975, Lviv, SSSR) je ukrajinský diplomat a politik, působící od roku 2015 jako velvyslanec Ukrajiny v Německu.

## Životopis
Vystudoval práva na Lvovské národní univerzitě Ivana Franka (1997) a v témže roce nastoupil do diplomatických služeb Ukrajiny. V letech 2007–2012 působil jako generální konzul v Hamburku, mezi léty 2015–2022 působil jako velvyslanec v Německu.